# Гигея (жена Аминты III)
Гигея (др.-греч. Γυγαίη, IV век до н. э.) — жена македонского царя царя Аминты III.

## Биография
По сообщению Юстина, Гигея была женой Аминты III. В этом браке родились Архелай, Арридей и Менелай. Ни один из сыновей Гигеи не взошел на македонский престол, и все они впоследствии, согласно Юстину и Орозию, были казнены по приказу Филиппа II, получившего власть.
По мнению ряда современных исследователей, в том числе У. Гринуолта, К. Мортинсена, М. Хатзопулоса, Д. Эллис, Гигея сама принадлежала к царскому роду Аргеадов. При этом отмечается, в частности, то обстоятельство, что это имя могли носить только представители правящей династии. Г. Макурди высказал мнение, что отцом Гигеи мог быть Архелай.
Многие антиковеды считают, что Гигея была первой супругой Аминты, а Эвридика — второй. Так М. Хатзопулос предположил, что македонский трон могли наследовать только те сыновья, которые родились в браке именно царя, а не наследника или регента. Но, по мнению У. Гринуолта, ссылающегося на сведения Юстина и Диодора Сицилийского относительно старшинства Александра среди детей Аминты, сыновья Эвридики были старше сыновей Гигеи. Сходной позиции придерживается и Д. Грэйнджер, отметивший также, что Александр, по-видимому, был назван преемником Аминты ещё при жизни последнего, так как в договоре с Афинами его имя стоит сразу после отцовского.
Возможно, как считает У. Гринуолт, Аминта был полигамен. Но хотя он мог не отвергать Гигею, со временем Эвридика заняла главное положение, что могло быть связано с её происхождением, так как мирные отношения с линкестами и иллирийцами имели очень важное значение для царя Македонии. По мнению же Э. Кэрни, здесь сложно достоверно выделить точную причину.
В пользу того, что Гигея была первой женой Аминты, может говорить и тот факт, что все трое сыновей Аминты и Гигеи названы в честь близких родственников:
- Архелай - в честь отца жены;
- Арридей - в честь отца мужа;
- Менелай - в честь деда по мужу.